# Isohypsibius franzi
Isohypsibius franzi är en djurart som tillhör fylumet trögkrypare, och som först beskrevs av Mihelcic 1949.  Isohypsibius franzi ingår i släktet Isohypsibius och familjen Hypsibiidae. Inga underarter finns listade i Catalogue of Life.